# Victor Anagnoste
Victor Anagnoste (n. 21 martie 1928, Bârlad – d. 25 februarie 2011, București) a fost un avocat român, senator în legislatura 1990-1992 în municipiul București pe listele partidului FSN. Victor Anagnoste a demisionat din Senat în 1991 și a fost înlocuit de senatorul Constantin Bărbulescu. În cadrul activității sale parlamentare, Victor Anagnoste a fost membru în comisia de redactare a proiectului Constituția României.
Victor Anagnoste a fost soțul actriței Gina Patrichi.

## Studii
După studii secundare la Colegiul “Gheorghe Codreanu” din Bârlad (absolvite în 1946) se înscrie la Facultatea de Drept din București (absolvită în 1950) și apoi la cursul postuniversitar de Drept civil (1965) și la cursul postuniversitar de Drept al Comerțului Internațional (1980).

## Parcurs profesional
Între 1951 - 1956 profesează ca avocat în Bârlad, Galați (1956 - 1965) și București (1965 - 1979). 
Între 1979 - 1987 numit vicepreședinte și apoi președinte al Colegiului de Avocați din București. 
Între 1980 - 1990 director al Biroului de asistență juridică interațională. 
Din 1990 ales Președinte al Uniunii Avocaților din România. 
Între 1990 - 1991 ales senator FSN.

## Premii
– Medalia Conferinței Președinților Avocați din Europa (1986)
– Medalia de Onoare a Baroului Versailles (1993)

## Afilieri
– Membru al Uniunii Avocaților din România
– Membru al Uniunii Internaționale a Avocaților
– IBA
– Conferențiar și Președintele Avocaților din Europa